# Santalmissionen
Santalmissionen var en missionsverksamheten bland santalerna i östra Indien som grundlades av dansken Hans Peter Børresen och norrmanen Lars Olsen Skrefsrud. Den drevs vidare av norrmannen Paul Olaf Bodding.
Efter brytningen med den tyska missionen i kolhernas land under dansk-tyska kriget 1863–1864 leddes de 1867 till Santalistan i Bengalen och upprättade där sin första station, Ebeneser, som sedan var denna missions huvudstation. Under de två första åren gjorde de sig förtrogna med de inföddas språk, seder, samhällsinrättningar och religion.
I santalernas religiösa sägner fann de många anknytningspunkter för evangelieförkunnelsen, så även i den sanningskärlek, öppenhet, omedelbarhet och kärlek till land och folk, som kännetecknade de infödda. Svåra hinder låg i flera dåliga sidor i nationalkaraktären, särskilt i den allmänna dryckenskapen, och det svåra sociala läge, vari de befann sig genom sitt beroende av samvetslösa hinduer, och rättslöshet i allmänhet. Missionärerna framträdde från början såsom folkets verkliga vänner och lyckades genom energiska och kloka åtgärder få engelska domstolar inrättade, skattefrågan reglerad, rätten lagstadgad, brännvinsförsäljningen förhindrad och hela landet, som förut lytt under hinduiska länsherrar, lagt direkt under anglindiska regeringen. Detta bidrog naturligtvis till att tillvinna dem infödingarnas förtroende. Ett gott grepp var även att, sedan en församling kommit till stånd, de snart ur hennes mitt lyckades få infödda medarbetare, som drog ut i byarna, två och två, och predikade evangelium. Så blev missionstanken från början levande bland de santalkristna. Skolverksamheten har också gjort en betydelsefull insats i missionsarbetet. De tre förstlingarna döptes 1869; 1871 uppgick antalet santalkristna till 35 och 1913 till 17 953. Efter tider av stor framgång har det varit sållningstider, varpå åter följt tider av mera stilla och djup växt.
Då Santalistan var överbefolkat, grundlade missionärerna 1882 i Assam en koloni, som utvecklat sig på ett löftesrikt sätt och även upptagit en självständig mission bland bergsfolket mech. Assamkolonin räknade 1898 2 049 medlemmar, 1913 4 170. Missionärerna var 1915 ett 30-tal (manliga och kvinnliga), stationernas antal 22. Betydande språkliga arbeten utfördes, särskilt genom Skrefsrud. 1888 utfärdades av nordiska vetenskapsmän inbjudning för bildande av en fond till santallitteraturens förmån. Utom grammatiska och lexikaliska arbeten bör särskilt nämnas, att hela Bibeln översattes och förelåg färdigtryckt i slutet av 1913. Santalmissionen hade också sin egen tryckpress.
Missionens officiella namn var Nordisk hemmission bland santalerna. En reglerande missionsstyrelse i Norden fanns icke. Där hade Santalmissionen endast understödjande kommittéer, en i Danmark (organ: "Dah-kvala"), en i Norge (organ: "Santalen") och en i Amerika, varjämte den även i England kan räkna på enskilda understödjande vänner. Jämväl i Sverige bildades kommittéer för Santalmissionen i Göteborg, Stockholm och Uppsala, och ett särskilt organ, "Johar", utgavs under åren 1888-1907. Det såg då en tid ut, som om santalmissionen skulle komma att göra skäl för sitt namn av "nordisk", i synnerhet då en svensk, Ernst Heuman, 1886 inträdde som medarbetare i densamma. Men med Heumans utträde 1899 och övergång till Svenska kyrkans mission bland tamilerna i södra Indien försvagades intresset, och vid tiden för första världskrigets utbrott torde Santalmissionen i Sverige kunnat räkna på endast några få enskilda vänner.
Dansk Santalmission slogs 1999 samman med Det Danske Missionsselskab till Danmission(da). Den norske santalmisjon uppgick 2001 i Normisjon. Det fanns sedan 1891 en amerikansk gren av Santalmissionen, som nu ingår i the World Mission Prayer League(en).